# Juan Pablo Bohoslavsky
Juan Pablo Bohoslavsky é um jurista argentino. Entre 2014 e 2020 exerceu o mandato de Especialista Independente sobre Dívida Externa e Direitos Humanos do Escritório do Alto Comissariado das Nações Unidas para os Direitos Humanos.
Bohoslavsky é graduado em Direito pela Universidade Nacional de Comahue (Argentina) e doutor em Direito pela Universidade de Salamanca (Espanha). Ele foi um Hauser Global Fellow da Universidade de Nova Iorque (Estados Unidos) e pesquisador de pós-doutorado no Max Planck for Comparative Public Law and International Law (Heidelberg, Alemanha).
Bohoslavsky produziu ampla literatura acadêmica em inglês e espanhol sobre dívida externa e sobre cooperação entre atores econômicos e do sistema de justiça com regimes autoritários na América do Sul em países como Argentina, Brasil e Chile. 

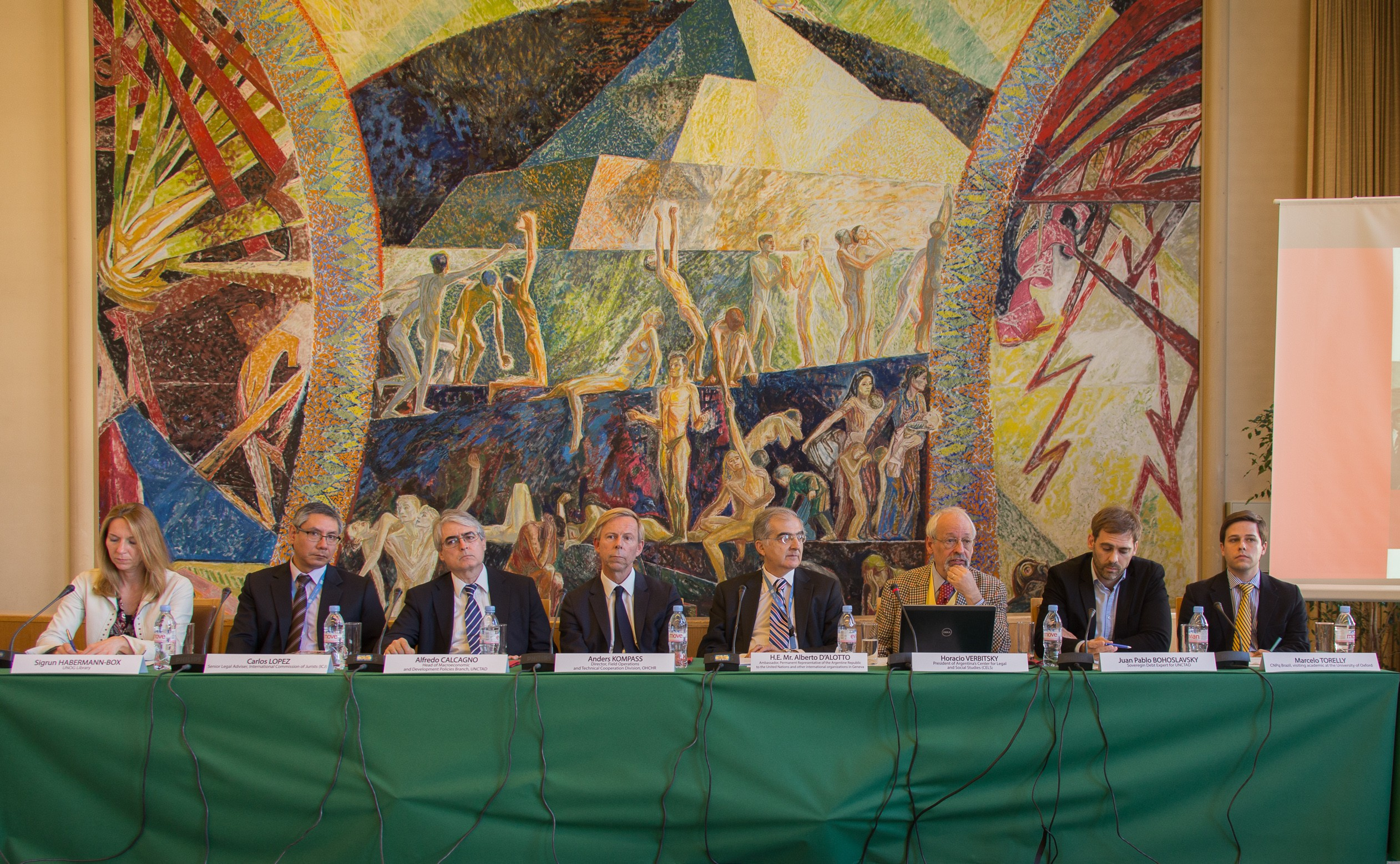
Juan Pablo Bohoslavsky e outros no painel de lançamento do livro "Cuentas Pendientes", na Biblioteca do Escritório das Nações Unidas em Geneva - UNOG (Abril de 2014)

Em 2013, organizou, juntamente com Marcelo Torelly, o dossiê Cooperação Econômica com a Ditadura Brasileira, publicado pela Revista Anistia Política e Justiça de Transição (nº 10). Em 2016 foi o organizador de uma edição especial do Yale Journal of International Law (vol. 43) em parceria com a Conferência das Nações Unidas sobre Comércio e Desenvolvimento (UNCTAD).
Para além de suas publicações como acadêmico e especialista independente, Bohoslavsky também contribui regularmente com veículos de imprensa da Argentina e do mundo. No ano de 2013 publicou juntamente com o jornalista Horácio Verbitski o livro "Cuentas Pendientes" (Sigla XXI), eleito um dos melhores livros do ano na Argentina.

## Atuação como especialista independente da ONU
Em seus seis ano como especialista indepentnede das Nações Unidas para dívida externa e direitos humanos Bohoslavsky fez avançar o debate entorno de temas chave como a especial vulnerabilidade das mulheres nos processos de reforma voltados à austeridade fiscal, o pagamento de empréstimos secretos por países em desenvolvimento e a regulação dos paraísos fiscais.
Bohoslavsky realizou missões oficias a diversos países durante seu mandato, incluindo Bolívia, China, Mongólia e Ucrânia. 
Em fevereiro de 2018 o governo do Brasil, então presidido por Michel Temer, retirou o convite para que Bohoslavsky fizesse uma visita ao país, gerando reações da sociedade civil organizada. Bohoslavsky foi especialmente crítico as medidas de austeridade fiscal e a reforma trabalhista aprovada durante o governo Temer e, juntamente com Inês Virgínia Prado Soares e Marcelo Torelly, apontou a necessidade de aumentar os mecanismos de responsabilização de atores corporativos por violações contra os direitos humanos no Brasil citando casos como a tragédia de Mariana e cooperação de empresas com a ditadura militar.